# Kościół Świętych Apostołów Piotra i Pawła w Sobolewie
Kościół Świętych Apostołów Piotra i Pawła – rzymskokatolicki kościół filialny należący do parafii Świętej Rodziny i św. Apostołów Piotra i Pawła w Sobolewie w dekanacie Łaskarzew diecezji siedleckiej.
Jest to świątynia wzniesiona w 1708 roku jako kaplica. Rozbudowana została w 1900 i 1916 roku – została wówczas przedłużona nawa, dobudowano fasadę dwuwieżową. Budowla była remontowana w 1993 roku.
Świątynia jest drewniana jednonawowa, posiadająca konstrukcję zrębową. Budowla jest orientowana, posiada mniejsze prezbiterium w stosunku do nawy, zamknięte prostokątnie z dwoma bocznymi zakrystiami. Fasada jest zwieńczona trójkątnym szczytem i flankowana dwoma wieżami, poprzedza ją ganek pod balkonem podparty czterema słupami. Wieże są zwieńczone blaszanymi ostrosłupowymi dachami hełmowymi z trójkątnymi szczycikami u podstawy. Świątynia posiada dach dwukalenicowy, nakryty blachą, na dachu jest umieszczona czworoboczna wieżyczka na sygnaturkę. Jest ona zwieńczona blaszanym ostrosłupowym dachem hełmowym. Wnętrze nawy jest nakryte stropem płaskim, natomiast wnętrze prezbiterium nakrywa strop z fasetą. Chór muzyczny jest podparty dwoma słupami i posiada prostą linię parapetu oraz balustradę tralkową. Organy zostały wykonane w 1930 roku przez firmę Dominik Biernacki. Ołtarz główny powstał w XX wieku i jest ozdobiony barokowymi figurami świętych Apostołów Piotra i Pawła z XVIII wieku. Chrzcielnica pochodzi z XVII wieku. Figura późnogotycka Chrystusa Ukrzyżowanego powstała w 1 połowie XVI wieku.